# نوعمل‌گرایی
نوعمل‌گرایی (Neopragmatism)، گاهی تحت عنوان عمل‌گرایی زبانشناختی این ایده است که معنا با استفادهٔ کلمات در روش‌های آشنا تولید می‌شود.